# Chelidonium cinctum
Chelidonium cinctum là một loài bọ cánh cứng trong họ Cerambycidae.